# Morinda lucida
Morinda lucida är en måreväxtart som beskrevs av George Bentham. Morinda lucida ingår i släktet Morinda och familjen måreväxter. Inga underarter finns listade i Catalogue of Life.